# Спачо ди Пјетро (Терамо)
Спачо ди Пјетро (итал. Spaccio di Pietro) је насеље у Италији у округу Терамо, региону Абруцо.
Према процени из 2011. у насељу је живело 30 становника. Насеље се налази на надморској висини од 213 м.